# II Liceum Ogólnokształcące im. Stefana Żeromskiego w Tomaszowie Mazowieckim
II Liceum Ogólnokształcące im. Stefana Żeromskiego w Tomaszowie Mazowieckim – szkoła ponadpodstawowa w Tomaszowie Mazowieckim.
W czasach PRL jako jedyne liceum pod patronatem największego tomaszowskiego przedsiębiorstwa ZWCH Chemitex – Wistom. Od lat najwyżej notowana tomaszowska szkoła średnia w rankingu miesięcznika „Perspektywy”.

## Historia
Liceum powstało w 1953 roku po przekształceniu Szkoły Podstawowej nr 3, wówczas znajdującej się przy ulicy Warszawskiej (obecnie kompleks szkół katolickich przy Warszawskiej 95/97, przez wiele lat w PRL – SP 10), w II Szkołę Ogólnokształcącą Stopnia Podstawowego i Licealnego. Szkoła liczyła wówczas 80 uczniów i 7 nauczycieli, zaś pierwszym dyrektorem został Eugeniusz Lech.
Trzy lata później liceum przeniosło się do lokalu w budynku przy ulicy św. Antoniego 29 (dziś ZSP 1 „Mechanik”).
W listopadzie 1964 roku szkoła otrzymała własny budynek przy ulicy Jałowcowej 10. Nadano jej również patrona. W 1973 roku liceum dostało się do grona Szkół Stowarzyszonych UNESCO. W 1986 roku tygodnik „Polityka” w rankingu „Licea na piątkę” zaliczył szkołę do dwunastu najlepszych w kraju. W grudniu 2020 roku liceum otrzymało dofinansowanie w wysokości 4 milionów złotych z Funduszu Inwestycji Lokalnych Rządu RP na budowę hali sportowej. Halę oddano do użytku 9 października 2023 roku.

### Dyrektorzy liceum
- 1953 – 1955 Eugeniusz Lech;
- 1955 – 1959 Józef Ceglarz;
- 1959 – 1960 Franciszek Brzozowski;
- 1961 – 1965 Karol Krysiak;
- 1965 – 1990 Roman Grabowski;
- 1990 – 1991 Teresa Izdebska;
- 1992 – 1997 Barbara Winczura-Jeżak;
- 1997 – 2019 Tomasz Węgrzynowski;
- 2019 – do dziś, Arkadiusz Broniarek[11][12][13].

## Profile kształcenia
- Klasa informatyczno – matematyczna (przedmioty rozszerzone: informatyka, matematyka, fizyka);
- Klasa humanistyczno – dziennikarska (język polski, historia, język angielski, język niemiecki);
- Klasa humanistyczno-dziennikarska (język polski, język angielski, historia);
- Klasa biologiczno – chemiczna (biologia, chemia, język angielski);
- Klasa biologiczno – chemiczna (biologia, chemia, matematyka);
- Klasa menedżerska (matematyka, geografia, język angielski)[14].

## Współpraca ze światem akademickim
- Wojskowa Akademia Techniczna w Warszawie;
- Wydział Matematyki i Informatyki Uniwersytetu Łódzkiego;
- Wydział Filologiczny Uniwersytetu Łódzkiego;
- Wydział Biologii i Ochrony Środowiska Uniwersytetu Łódzkiego;
- Szkoła Główna Handlowa w Warszawie;
- Wydział Nauk Geograficznych Uniwersytetu Łódzkiego[14].

## Współpraca międzynarodowa
Od listopada 2019 roku liceum jest ambasadorem Parlamentu Europejskiego.

## Znani absolwenci i absolwentki

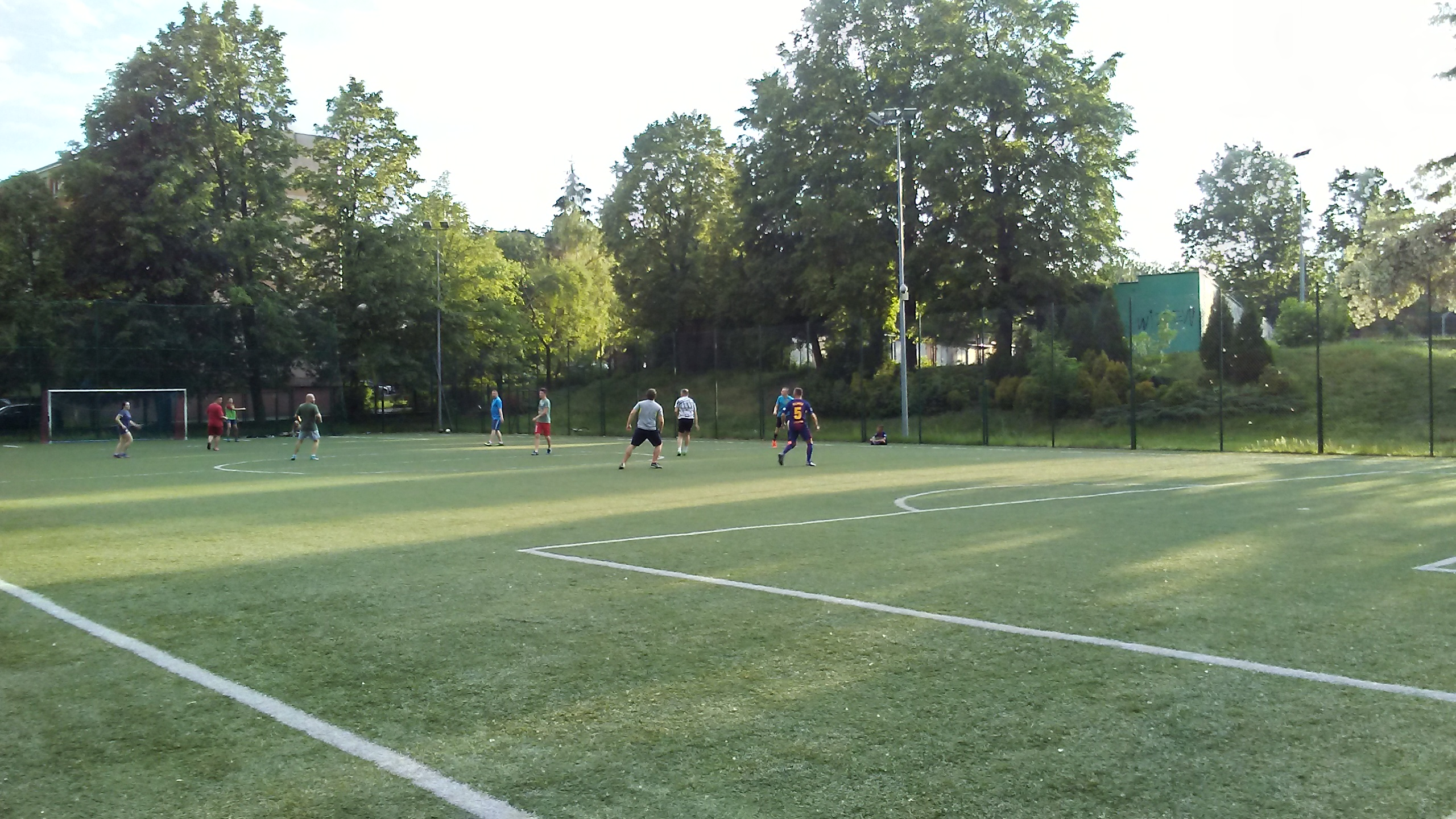
Boisko do gry w piłkę nożną

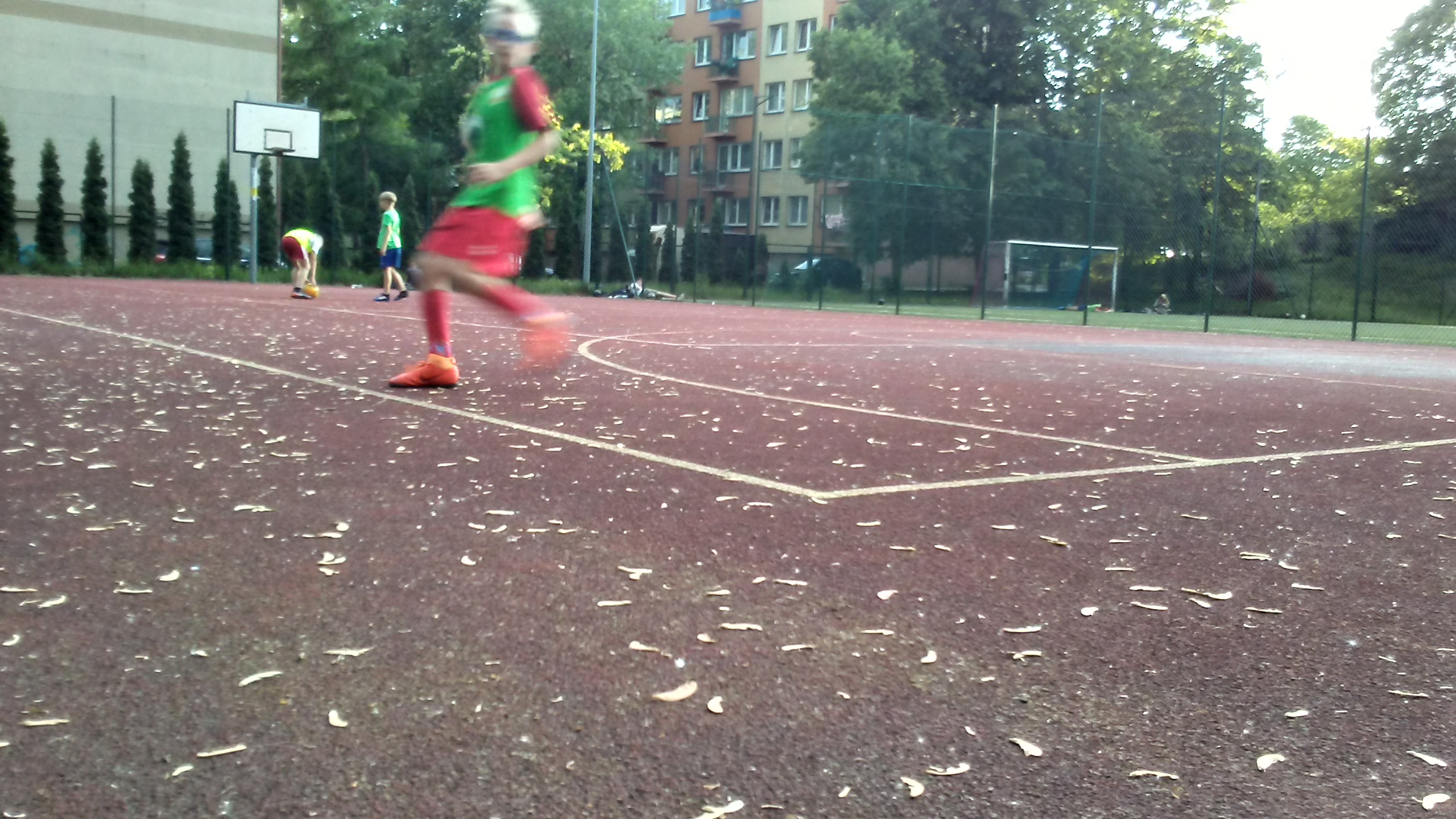
Boisko do gry w koszykówkę

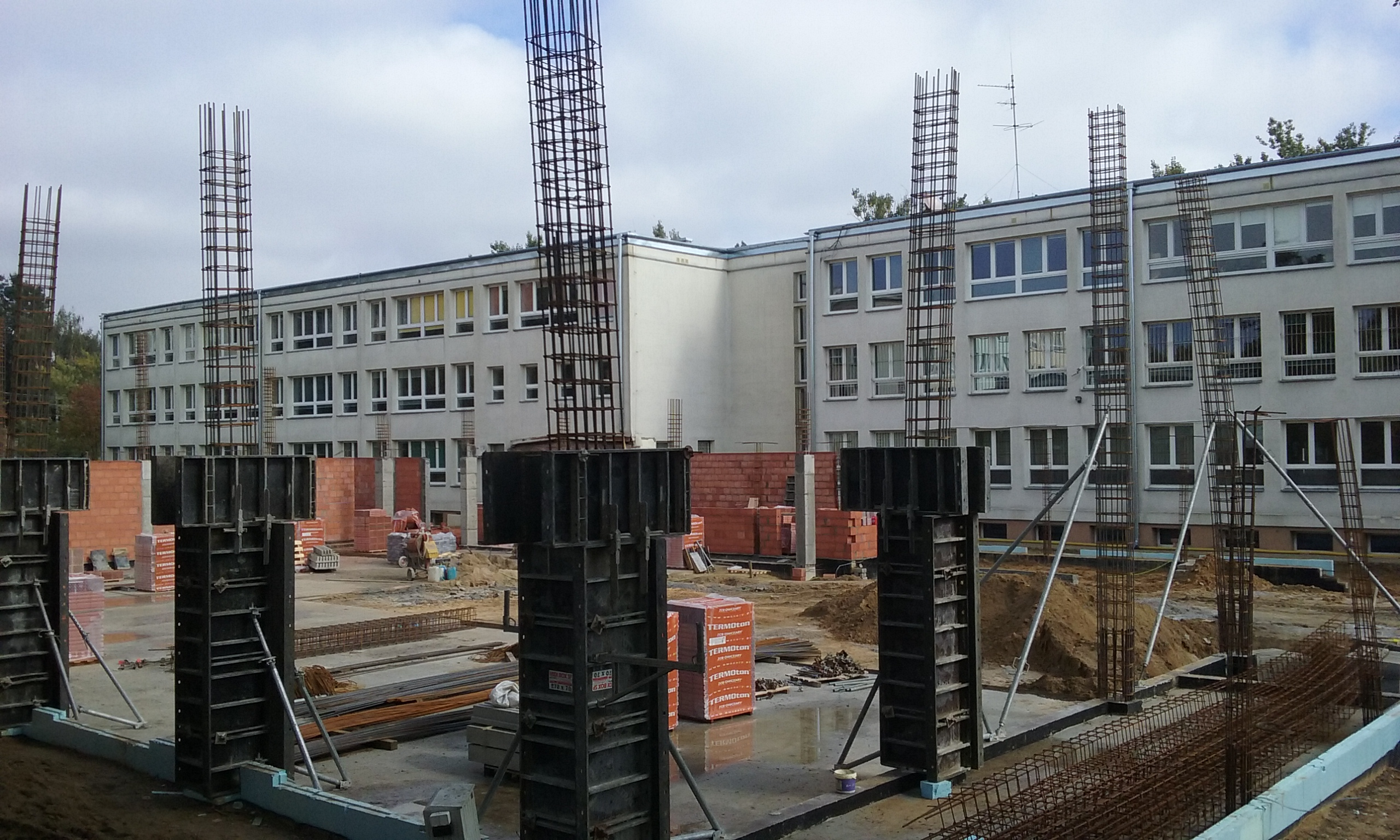
Budowa hali sportowej przy liceum (październik 2022 r.)

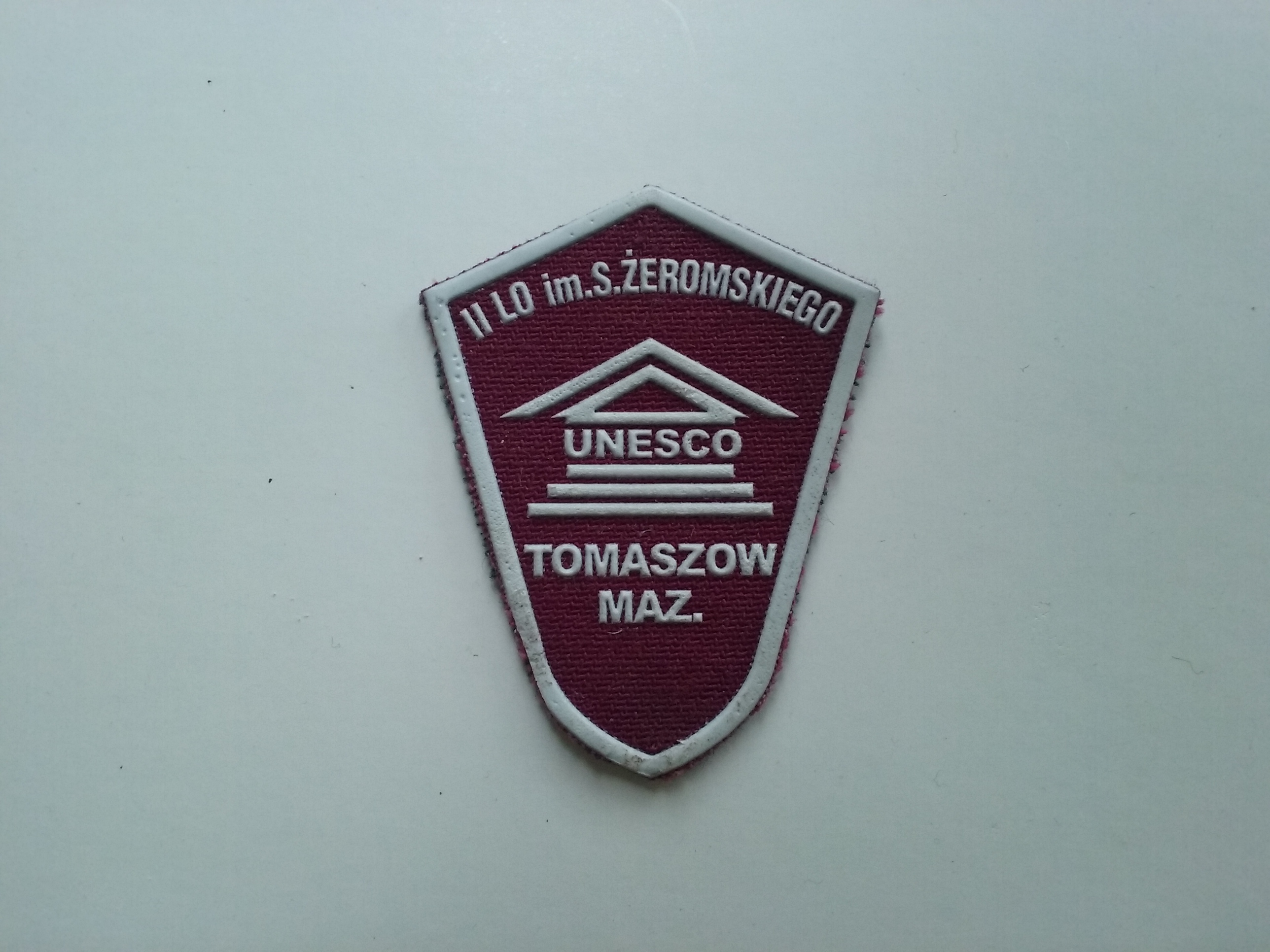
Tarcza szkolna

- Stanisław Grad – rektor Wyższego Seminarium Duchownego w Łodzi. Wieloletni proboszcz parafii św. Antoniego w Tomaszowie[17];

- Edward Skorek – siatkarz, kapitan drużyny mistrzów świata z 1974 roku w Meksyku oraz złotych olimpijczyków z Montrealu z 1976 roku[18];

- Ireneusz Pękalski – rektor Wyższego Seminarium Duchownego w Łodzi w latach 1993–2000, biskup pomocniczy archidiecezji łódzkiej[19];

- Henryk Stępień – profesor nauk medycznych. Kierownik Zakładu Endokrynologii Uniwersytetu Medycznego w Łodzi. Rektor Akademii Medycznej w Łodzi[20][21][22];

- Wiesław Nowiński – profesor, autor komputerowej mapy mózgu. Dyrektor singapurskiej Agencji do Spraw Nauki (Laboratorium Obrazowania Biomedycznego), profesor w Nanyang Technological University w Singapurze, Institute of Technology w Chinach oraz University of Washington Medical Center w USA[23][24];
- Stanisława Pietruszczak-Wąchała – polska panczenistka, trenerka, olimpijka z Innsbrucku 1976[25] Wieloletnia dyrektor Szkoły Podstawowej nr 1 (obecnie Zespół Szkolno-Przedszkolny nr 4, przy ulicy Maya 11/13)[26][27];

- Jerzy Wojniłowicz – historyk-regionalista, według wielu badaczy – autor najlepszej pracy na temat udziału tomaszowian w wojnie polski-rosyjskiej z 1920 roku[28] Wieloletni prezes tomaszowkiego koła Polskiego Towarzystwa Historycznego[29];
- Halina Jankowska – nauczycielka chemii, wieloletnia dyrektor Szkoły Podstawowej nr 12 w Tomaszowie Mazowieckim, samorządowiec, społecznik[30];
- Jacek Nawrocki – polski siatkarz, trener, od sezonu 2009–2010 do 2012–2013 trener Skry Bełchatów. Od 2015 selekcjoner reprezentacji Polski siatkarek;
- Janusz Grabowski – profesor nauk matematycznych Polskiej Akademii Nauk;
- Marcin Kacperczyk – profesor nauk ekonomicznych Imperial College London[31][32];
- Przemysław Krata – inżynier budowy statków morskich, profesor Uniwersytetu Morskiego w Gdyni[33].

- Cezary Pazura – aktor, reżyser. Absolwent PWSFTViT w Łodzi[34];

- Jarosław Jabrzyk – dziennikarz śledczy Superwizjera TVN[35] Zdobywca nagrody Grand Press w 2014 roku za materiał o nielegalnym handlu bronią z prorosyjskimi separatystami w Donbasie[36] (wraz z Bertoldem Kittelem);

- Radosław Pazura – aktor[37];

- Izabela Kuna – aktorka[38];
- Kamil Kamiński – menedżer z obszaru lotnictwa (m.in. prezes lotniska Kraków–Balice[39]) i energetyki (m.in. wiceprezes Taurona[40]);
- Michał Rzeźnik – hotelarz, dyrektor kilku międzynarodowych hoteli w Polsce i w Rosji, obecnie Hampton by Hilton Mokotów w Warszawie[41][42].

- Agata Chaber – prezeska Kampanii Przeciw Homofobii w latach 2012 - 2018[43][44];

- Katarzyna Kacperczyk – wiceminister spraw zagranicznych w rządach Donalda Tuska, Ewy Kopacz i Beaty Szydło. Od 2016 roku doradca polityczny w Kancelarii Prezesa Rady Ministrów. Odznaczona Złotym Krzyżem Zasługi[45][46][47];
- Luiza Zając – dziennikarka i producentka telewizyjna (prowadząca programy informacyjne w „SuperStacji”, producentka wykonawcza „Dzień Dobry TVN”, odpowiedzialna za pierwszą „telewizję śniadaniową” Polsatu)[48][49];

- Wanda Buk – wiceminister infrastruktury w rządzie Mateusza Morawieckiego, odpowiedzialna za wprowadzenie w Polsce technologii mobilnej 5G[50][51][52]Od września 2020 roku wiceprezes Polskiej Grupy Energetycznej[53];

- Ewa Krupa – prezeska Fundacji Orange w latach 2015–2020[54][55][56];

- Agnieszka Łuczak – wieloletnia dziennikarka Tomaszowskiego Informatora Tygodniowego, pierwsza pełnomocniczka prezydent miasta Łodzi ds. równego traktowania (2018–2022)[57][58];

- Anita Sowińska – posłanka na Sejm RP IX kadencji[59];

- Katarzyna Janicka–Pawłowska – prawniczka, w Komisji Europejskiej koordynatorka ds. praw pokrzywdzonych w UE, członkini gabinetu Heleny Dalli (komisarz ds. równości)[60].

## Ranking
| Rok                 | 2006 | 2007 | 2008 | 2009 | 2010 | 2011 | 2012 | 2013 | 2014 | 2015 | 2016 | 2017 | 2018 | 2019 | 2020 | 2021 | 2022 | 2023 | 2024 | 2025 |
| ------------------- | ---- | ---- | ---- | ---- | ---- | ---- | ---- | ---- | ---- | ---- | ---- | ---- | ---- | ---- | ---- | ---- | ---- | ---- | ---- | ---- |
| Województwo łódzkie | 15   | 5    | 3    | 9    | 12   | 9    | 15   | 10   | 7    | 5    | 19   | 13   | 6    | 9    | 13   | 14   | 14   | 14   | 20   | 16   |
| Polska              | 148  | 94   | 43   | 117  | 171  | 118  | 151  | 114  | 97   | 82   | 175  | 146  | 91   | 122  | 174  | 204  | 185  | 213  | 303  | 240  |